# Hylaeus bothros
Hylaeus bothros är en biart som först beskrevs av Carlos Schrottky 1910.  Hylaeus bothros ingår i släktet citronbin, och familjen korttungebin. Inga underarter finns listade i Catalogue of Life.